# Chloe Rogers

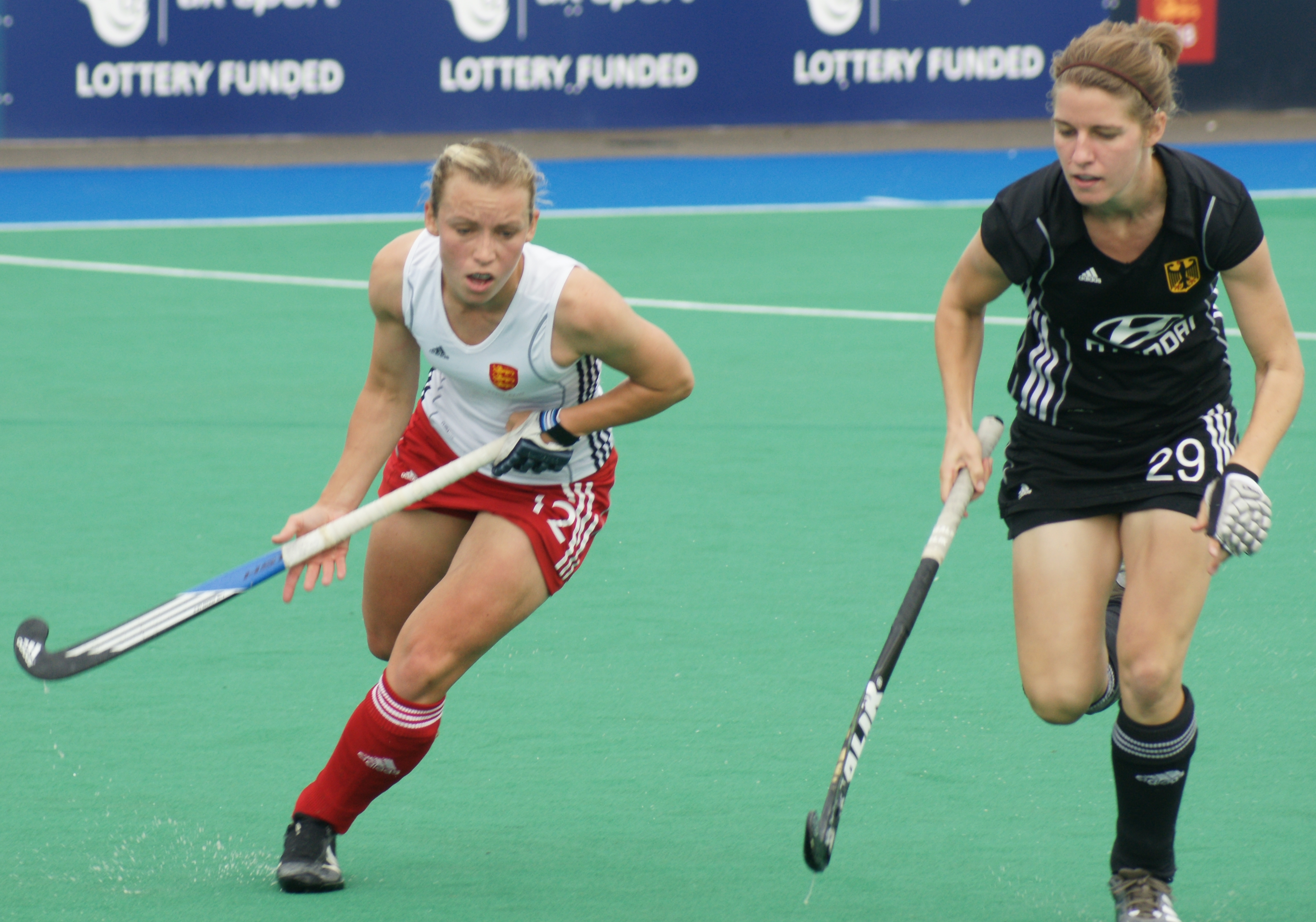
Chloe Rogers (links) und Lina Geyer 2009 im Länderspiel England gegen Deutschland

Chloe Naomi Rogers (* 30. März 1985 in Harlow) ist eine ehemalige britische Hockeyspielerin. Sie war Dritte bei den Olympischen Spielen 2012, der Weltmeisterschaft 2010 sowie den Commonwealth Games 2006 und 2010. Bei Europameisterschaften gewann sie drei Bronzemedaillen.

## Sportliche Karriere
Chloe Rogers spielte bis 2008 beim Chelmsford Hockey Club und dann bis 2013 beim Leicester Hockey Club.
Ihr erstes großes Turnier mit der englischen Nationalmannschaft waren die Commonwealth Games 2006 in Melbourne. Nach einer Halbfinalniederlage gegen die Australierinnen gewannen die Engländerinnen das Spiel um den dritten Platz gegen die Mannschaft Neuseelands erst nach Verlängerung. Chloe Rogers erzielte den entscheidenden Treffer im Penaltyschießen. Ein halbes Jahr später bei der Weltmeisterschaft in Madrid gewannen die Engländerinnen das Spiel um den siebten Platz gegen die deutsche Mannschaft. Rogers war in allen sieben Spielen dabei und erzielte im Turnierverlauf zwei Tore. Auch bei der Europameisterschaft 2007 in Manchester gehörte Rogers zum Kader. Die Engländerinnen unterlagen im Halbfinale der deutschen Mannschaft, im Spiel um den dritten Platz besiegten sie die Spanierinnen mit 3:2.
Bei den Olympischen Spielen 2008 in Peking belegte die britische Mannschaft in der Vorrunde den dritten Platz. Im Spiel um den fünften Rang gegen die Dritten der anderen Vorrundengruppe, die Australierinnen, verloren die Britinnen mit 0:2. Chloe Rogers war in allen sechs Spielen dabei.
2009 verlor Rogers mit der englischen Mannschaft bei der Europameisterschaft in Amstelveen im Halbfinale gegen die Deutschen. Im Spiel um Bronze bezwangen die Engländerinnen die Spanierinnen mit 2:1. 2010 bei der Weltmeisterschaft in Rosario verloren die Engländerinnen im Halbfinale gegen die Niederländerinnen erst im Shootout. Das Spiel um Bronze gewannen sie mit 2:0 gegen die deutsche Mannschaft. Einen Monat später bei den Commonwealth Games in Delhi verloren die Engländerinnen im Halbfinale gegen die Australierinnen, das Spiel um Bronze gewannen sie gegen die Südafrikanerinnen. Bei der Europameisterschaft 2011 in Mönchengladbach verloren die Engländerinnen im Halbfinale gegen die Niederländerinnen, das Spiel um den dritten Platz gewannen sie mit 2:1 gegen die Spanierinnen. 2012 war London der Austragungsort des Olympischen Turniers. Die britische Mannschaft belegte in der Vorrunde den zweiten Platz hinter den Niederländerinnen. Im Halbfinale unterlagen die Britinnen den Argentinierinnen mit 1:2. Das Spiel um Bronze gegen die Neuseeländerinnen gewannen die Britinnen mit 3:1. Chloe Rogers wirkte in allen sieben Spielen mit und erzielte ein Tor im Vorrundenspiel gegen die Südkoreanerinnen.